# Bibliothek Varnhagen

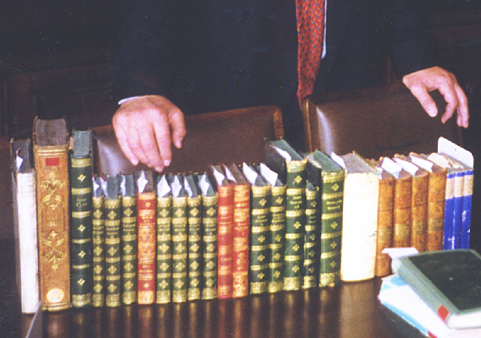
Bücher der Bibliothek Varnhagen in der Staatsbibliothek zu Berlin

Bei der Bibliothek Varnhagen handelt es sich um die Büchersammlung des Berliner Schriftstellerehepaars Rahel und Karl August Varnhagen von Ense. Sie wird in der Staatsbibliothek zu Berlin aufbewahrt. Sie ist Teil der Sammlung Varnhagen.
Sie sollte nicht mit der Varnhagenschen Bibliothek, einer Büchersammlung des Varnhagen-Familienzweiges in Iserlohn, die seit dem 16. Jahrhundert angelegt wurde, verwechselt werden.

## Entstehung und Bestände
Karl August Varnhagen war 1785 als Sohn eines aufgeklärten Arztes in Düsseldorf zur Welt gekommen. Nach dem Tod des Vaters begann er ein Medizinstudium und widmete sich literarischen Projekten. So gründete er mit später berühmten Freunden wie Adelbert von Chamisso, Friedrich de la Motte Fouqué und Justinus Kerner den Dichterkreis des Nordsternbundes. Die Teilnehmer pflegten die Besitzvermerke ihrer Bücher mit latinisierten Namen und dem abgekürzten Motto des Bundes τ.τ.π.α. (für τò τоῦ πόλου ἄστρον) zu versehen.
1814 heiratete Varnhagen nach unstetem Wanderleben die jüdische Salonnière Rahel Levin und wurde für einige Jahre Botschafter Preußens am badischen Hof in Karlsruhe, bevor er 1819 abberufen wurde und sich das Ehepaar dauerhaft in Berlin niederließ. 1833 starb Rahel Varnhagen, und in den folgenden Jahren sammelte Varnhagen nicht nur die Briefe und Manuskripte seiner Frau, sondern auch ihre reichhaltigen Bücherbestände, die Teil der Sammlung Varnhagen wurden. Die Bücher Rahels wurden in der Regel auf dem Vorsatz- oder Titelblatt mit einem rötlichen ovalen Kleber mit goldenem Aufdruck Rahel. versehen. Einige Jahre nach ihrem Tod veröffentlichte der Witwer Faksimiles mit der Wiedergabe von Rahels Anstreichungen in den Werken des Johannes Scheffler, genannt Angelus Silesius und des Philosophen Louis Claude de Saint-Martin.
Einen weiteren Hauptteil bilden die Bände, die Varnhagen selbst als Rezensent, Übersetzer, Herausgeber und literarischer Helfershelfer von Dichtern wie Heinrich Heine, Bettina von Arnim oder Fürst Hermann von Pückler-Muskau erhielt. Beispielsweise enthält die Bibliothek auch die zahlreichen Varnhagen gewidmeten Bücher befreundeter Autoren. Varnhagens eigene Bände wurden in der Regel auf dem Vorsatz- oder Titelblatt, bei Broschuren auch auf dem Umschlag mit handschriftlichem Vermerk Varnhagen. versehen.
Nach seinem Tod im Jahr 1858 musste Karl August Varnhagens Nichte Ludmilla Assing die gemeinsame Wohnung in der Mauerstraße 36 aufgeben. Sie erarbeitete gemeinsam mit Ferdinand Lassalle einen Katalog (siehe Literatur) und ließ rund 1.500 Bände versteigern, darunter zahlreiche Werke der griechischen und lateinischen Klassiker, aber auch – wegen der Übersetzertätigkeit des Sammlers – viele seltene Schriften in russischer Sprache.
Testamentarisch vermachte Ludmilla Assing ihr Erbe unter dem Namen Sammlung Varnhagen der Königlichen Bibliothek zu Berlin, wo die Bücher und Handschriften im Frühjahr 1881 eintrafen. Anders als die zu den nach Schlesien ausgelagerten Berliner Beständen zählende Handschriftensammlung kehrten die gedruckten Bestände der Sammlung Varnhagen, die nach Marburg ausgelagert worden waren, nach dem Zweiten Weltkrieg in den Westteil Berlins zurück.
Heute befinden sich rund 2.900 Bände in der Staatsbibliothek zu Berlin unter der Signatur Bibliothek Varnhagen, darunter viele seltene und handschriftlich annotierte Werke der Frühromantik. Ferner befinden sich auch in den Handschriftenkonvoluten, die derzeit in der Biblioteka Jagiellońska (der Bibliothek der Jagiellonen-Universität) in Krakau aufbewahrt werden, kleinere Flugschriften und Sonderdrucke. Weitere Bücher aus Varnhagens Besitz sind in Syracuse, USA (University Library, 7 Titel), Stuttgart (Württembergische Landesbibliothek, 1 Titel), Yale (University Library, 1 Titel), Sankt Petersburg und Moskau (je 1 Titel) nachweisbar.
2005 begann die Arbeit an einem umfassenden Verzeichnis von Bücherbeständen aus dem Besitz von Karl August Varnhagen von Ense inner- und außerhalb der Sammlung Varnhagen.

## Faksimiledrucke aus der Bibliothek Varnhagen
- Angelus Silesius und Saint-Martin. Auszüge und Bemerkungen von Rahel. Hrsg. v. K. A. Varnhagen von Ense. Ferd. Dümmler’s Buchhandlung, Berlin ³1849
- Nachtwachen. Von Bonaventura. Nach Rahel Varnhagens Exemplar mit einem Nachwort hrsg. v. Raimund Steinert, Gustav Kiepenheuer, Weimar 1917

## Bücher mit Widmungen an Karl August Varnhagen
Folgende Bücher oder Sonderdrucke wurden Karl August Varnhagen von Ense gewidmet und befanden sich demgemäß in seinem Besitz:
- Aaron Bernstein: Philosophie der Geschichte
- Moriz Carrière: Achim von Arnim
- Moriz Carrière: Die Günderode
- Theodor Creizenach: Gedichte[3]
- Wilhelm Dorow: Reminiscenzen
- Heinrich Düntzer: Goethe's Prometheus und Pandora
- Heinrich Karl Eichstädt: Opuscula oratoria
- Eduard Gans: Vermischte Schriften
- Gottschalk Eduard Guhrauer: Leibnitz' deutsche Schriften
- Heinrich Heine: Atta Troll
- Alexander Jung: Der Bettler von James' Park
- Karl Ludwig Klose: Leben Hardenberg's
- Heinrich König: Williams Dichten und Trachten
- Carl Friedrich Kunz: Bettina
- Heinrich Laube: Die Schauspielerin
- Salomon Levinstein: Faust und Hamlet
- Fanny Lewald: Prinz Louis Ferdinand
- Theodor Mundt: Dioskuren
- Franz Ernst Pipitz: Leben Mirabeau's
- Hermann von Pückler-Muskau: Tutti Frutti
- Michael Sachs: Die religiöse Poesie der Juden in Spanien
- Karl Wagner: Briefe von Höpfner
- Feodor Wehl: Hamburgs Literatenleben im 19. Jahrhundert.

## Verluste
Folgende Titel waren in der Staatsbibliothek zu Berlin unter der Signatur Bibliothek Varnhagen eingestellt und sind als „Kriegsverlust“ gelistet:
- Henriette Herz. Ihr Leben und ihre Erinnerungen. Hrsg. von Joseph Fürst, Wilhelm Hertz, Berlin 1850.
- Die religiöse Poesie der Juden in Spanien. Hrsg. v. Michael Sachs, Veit und Comp., Berlin 1845